# Michel Michaud
Michel-Patrick Michaud (født 19. januar 1946 i Cognac) er en dansk-fransk kok og restauratør, der bragte fransk cuisine til Danmark i 1971 og er han kendt for sin kage Gâteau Marcel. Han har som køkkenchef modtaget flere michelinstjerner på Kong Hans Kælder og Søllerød Kro.

## Karriere
Michaud blev født i den franske by Cognac i 1946. Han stod i lære som kok i Tarbes og arbejdede herefter i Saintes, Cahors og i Avallon i Bourgogne, hvor han var på restauranten Hostellerie de la Poste, der havde en michelinstjerne.
I 1971 blev han køkkenchef på Falsled Kro, hvor han introducerede det franske køkken. Da Lene og Sven Grønlykke sammen med Inge og Klaus Rifbjerg grundlagde Kong Hans Kælder i København i 1976, blev Michaud køkkenchef her. Han forsatte med det franske køkken, der vandt større indpas i de gastronomiske kredse i Danmark. I 1983 modtog restauranten som den første i Danmark en stjerne i Michelinguiden. Inden da var Michaud dog flyttet tilbage til Frankrig, hvor han åbnede sin egen restaurant i 1981. Den fik en michelinstjerne i 1986, før Michaud vendte tilbage til Danmark samme år.
I Danmark blev han køkkenchef på Søllerød Kro, som året efter modtog sin første michelinstjerne. Han arbejde kortvarigt på Restaurant Gammel Åbyhøj i Aarhus og blev i 1993 indehaver af restauranten Marie Louise i Odense. I 1999 modtog han Champagneprisen, der blev uddelt første gang det år.
I 2004 flyttede han til Ruths Hotel i Skagen. Hans mad på Ruths Hotel blev som på alle de restauranter, han har arbejdet på, rost af anmelderne. I 2014 forlod han Ruths Hotel for at blive chefkok på Molskroen. Året efter overtog han den fulde drift af stedet efter Wassim Hallal. Ved udgangen af 2015 overtog Steffen Villadsen fra Den Røde Cottage rollen som køkkenchef på Molskroen, da Michaud ville vende tilbage til Skagen. Michaud blev ansat på Brøndums Hotel som køkkenchef den 1. april 2016.

## Hæder
Michaud har modtaget michelinstjerner i 1982, 1986 og 1987. I 2008 blev han slået til Ridder af Dannebrog, og samme år modtog han også Ordre National du Mérite.